# 向阳惟善堂
向阳惟善堂，位于中华人民共和国浙江省金华市金义都市新区傅村镇，是浙江省省级文物保护单位之一。
2017年1月19日，向阳惟善堂被列入第七批浙江省文物保护单位，该文物保护单位是一座古建筑。